# Casalnuovo Monterotaro
Casalnuovo Monterotaro ist eine italienische Gemeinde (comune) mit 1366 Einwohnern (Stand 31. Dezember 2023) in der Provinz Foggia in Apulien. Die Gemeinde liegt etwa 40,5 Kilometer westnordwestlich von Foggia, gehört zur Comunità Montana dei Monti Dauni Settentrionali und grenzt unmittelbar an die Provinz Campobasso (Molise). Der Fortore bildet die nordwestliche Gemeindegrenze.

## Geschichte
1466 soll die Gemeinde durch Arbëresh gegründet worden sein.

## Persönlichkeiten
- Pietro Parente (1891–1986), Kardinal